# خودخواه (ترانه مدیسون بییر)
«خودخواه» (به انگلیسی: Selfish) ترانه‌ای از خوانندهٔ آمریکایی مدیسون بییر می‌باشد که در ۱۴ فوریهٔ ۲۰۲۰ به‌عنوان دومین تک‌آهنگ اصلی اولین آلبوم استودیویی وی تحت عنوان پشتیبان زندگی (۲۰۲۱) منتشر گردید. بییر در نویسندگی و تهیه‌کنندی این ترانه با لیروی کلمپت همکاری داشته‌است، درحالی‌که دیگر نویسندگان رسمی این اثر شامل جرمی دوسولیه، تیم سامرز، لوول و جارامی دنیلز هستند. از نظر تجاری «خودخواه» در ایرلند به رتبهٔ ۲۵ رسید و این نخستین بار بود که او به‌عنوان هنرمند تک‌نوازی موفق به ورود به چهل ترانهٔ پرفروش این کشور شد.

## بازخوردها
«خودخواه» با استقبال جهانی روبرو شد. مجلهٔ بیلبورد اجرای صوتی بییر در این قطعه‌را ستود و نوشت که «خواننده [در «خودخواه»] آرام و با وقار به نظر می‌رسد و به سبک کاری خود پایبند می‌باشد و توانایی‌های خود به‌عنوان خواننده اعتماد دارد». برایان کانتور در مطلبی برای هدلاین پلنت این قطعه‌را به‌عنوان «اجرای قابل‌توجهی از نظر خوانندگی» تحسین کرد و آن‌را «شاید قوی‌ترین ترانهٔ 'پاپ جریان اصلی' منتشرشده تا کنون در سال ۲۰۲۰» دانست. مایک واس از ایدولاتور این قطعه‌را «بالادی تأثیرگذار دربارهٔ جدایی» توصیف کرد.